# 来栖うさこ
来栖 うさこ（くるす うさこ、1991年9月30日 - ）は、日本のグラビアアイドル、タレント、YouTuber、ポーカープレイヤー。

## 略歴
1991年9月30日、愛媛県宇和島市で誕生。高校卒業後、上京。
2017年7月、パチンコ店「ヒノックスグループ」応援大使を務める。
2018年7月28日、来栖うさこYouTubeを開設。YouTuberとして動画投稿を開始する。
2018年8月、競泳水着カフェイベントに出演をきっかけにグラビアアイドルとしての活動を本格的に始める。
2019年1月23日、初のDVD『齧り付きたいお尻』（グラッソ）が発売された。
2020年7月6日、『週刊プレイボーイ』（集英社）リモートグラドル101人乾杯動画に出演、101人の1人として表紙に登場する。
2020年8月1日、『月刊キスカ』（竹書房）にて連載されていた漫画『大きい女の子は好きですか?』の実写映画『大きい女の子は好きですか?』に勅使河原鏡花役として出演。池袋シネマ・ロサ2にて舞台挨拶が行われた。
2020年11月19日、自身が監修、出演をした写真集『グラドルとペット』（辰巳出版）が発売された。
2020年12月7日、YouTubeチャンネル登録者数10万人を突破する。
2021年5月、『週刊プレイボーイ』選定・グラドルちっぱい番付において西の張出横綱に選出。
2021年11月26日、YouTubeチャンネル登録者数20万人を突破する。
2022年8月、世界3大ポーカー大会の1つ、ワールドポーカーツアーが12日から14日にかけて大阪市中央公会堂で開催され、大会内トーナメントの「Platinum」で3位となる。
2023年1月15日まで韓国で行われたアジア最大規模のポーカー大会Asia Series Poker TourのMainEventで、9位入賞。2023年4月、プレイヤーオブザイヤー（POY）2023で日本ランキング1位となる。
2023年3月31日、念願の1st写真集「オトナのスク水&競泳水着」を玄光社より発売。
2024年、自身初のクラウドファンディングに挑戦。初日に目標を達成、2nd写真集「ga・i・na」の制作は大成功で終えた。
2024年9月27日に台湾で開催された、アジア最大のポーカー大会Asian Poker TourのWomen'sEventで優勝。

## 人物
- 長女、弟が1人いる。
- 高校時代は電気電子科に進学。クラスに女子1人であった。

## 出演

### テレビ
- 東京MXテレビ『欲望の塊』
- 東京MXテレビ『ぞくり。』
- 東京MXテレビ『KNOCK OUT STYLE』
- 日テレ『夜遊び三姉妹ふるぼっこ堂』
- 日テレ『日テレポシュレ』
- フジテレビ『鎧美女』
- フジテレビ『オールナイトe!』
- フジテレビ『もっと評価されるべき委員会』
- テレビ埼玉『そこにあるBUKIMI2』
- BS12『ポーカーオールイン!』
- BSスカパー『桃色Y談裏ランキングSHOW』
- BSスカパー『グラドルの脱衣麻雀バトル』
- ABEMA『ヒロミ・指原の"恋のお世話始めました"』
- 千葉テレビ『ひのさんぽ』
- Vパラダイス『透明彼女season10』

### 映画
- 大きい女の子は好きですか?
- HystericBetty
- アキはハルとごはんを食べたい

### ゲーム
- アプリ『スターガールズグランプリ』来栖うさこ役

### ドラマ
- 東京MXテレビ『ぞくり。』
- STMドラマ『そこにあるBUKIMI2』
- YouTube『1分ホラーOLDROOTS』

### コスプレ
- AnimeJapan2022『Swing,sing』（八乙女菫公式コスプレイヤー）
- 東京ゲームショウ2022『ARIA CHRONICLE』（アリア公式コスプレイヤー）
- Vtuberニタリすのこ公式コスプレイヤー
- 東京ゲームショウ2024『ストリートファイター6』（ジュリ公式コスプレイヤー）

### イベント
- ユニバーサルカーニバル×サミーフェスティバル2016.2017
- 東京ゲームショウ2019
- 台北国際動漫節2019
- ワンダーフェスティバル2020（SEGA）
- 東京オートサロン2020（CUSCO）
- TOKYO IDOL FESTIVAL2020（TGIFオブザイヤー獲得）
- 春のTGIF ONLINE 2021（オブザイヤー獲得）

### ラウンドガール
| 年     | 大会名    | ユニット名            | 他メンバー                                                                            |
| ------ | --------- | --------------------- | ------------------------------------------------------------------------------------- |
| 2021年 | KNOCK OUT | KNOCK OUTガールズ2021 | 美月千佳、遊馬りえ、結城みい、七海                                                    |
| 2022年 | KNOCK OUT | KNOCK OUTガールズ2022 | 七海、相田美優                                                                        |
| 2023年 | KNOCK OUT | KNOCK OUTガールズ2023 | チュアン梨砂子、天野ちよ、徳勢菜那、織田いちか                                        |
| 2024年 | KNOCK OUT | KNOCK OUTガールズ2024 | チュアン梨砂子、徳勢菜那、弓川いち華、米倉みゆ 要あい、そちお、おさかな伯爵、茜紬うた |

### その他
- Rainbow Six Japan League 2022 season2ラウンドガール

## 作品

### 写真集
- 来栖うさこ1st写真集 オトナのスク水&競泳水着（2023年3月31日、玄光社）
- 来栖うさこ2nd写真集 「ga・i・na」（2025年1月24日、ビビットグラビア）
- グラドルとペット（2020年11月19日、辰巳出版）ISBN 978-4799506615[9]

### デジタル写真集
- 誘惑ごっこ（2020年9月10日、撮影：八坂悠司、双葉社）ASIN B08HS11B8S - 週刊大衆デジタル写真集16[10]
- 来栖うさこ usako styles うさぎのきもち extra版（2021年4月25日、エスデジタル）ASIN B091GZBMXJ
- 気持ちいい季節（2021年9月30日、撮影：杉吉ゆうじ、ビビットキャスト）ASIN B09V267WPY[11]
  - Chapter2（2021年10月15日）ASIN B09V24Z5RQ[12]
  - Chapter3（2021年10月22日）ASIN B09V24WKRY[13]
- 気持ちいい場所（2021年10月28日、撮影：杉吉ゆうじ、ビビットキャスト）ASIN B09NCWQ244[14]
  - Chapter2（2021年11月11日）ASIN B09JYHP25J[15]
  - Chapter3（2021年11月18日）ASIN B09JYMKNP3[16]
- 気持ちいい オムニバス（2021年11月25日、撮影：杉吉ゆうじ、ビビットキャスト）ASIN B09K45SX74 -『気持ちいい季節』と『気持ちいい場所』の総集編[17]

### イメージビデオ
- 齧り付きたいお尻（2019年1月23日、グラッソ）
- あなたをしりたくて（2019年6月25日、ラインコミュニケーションズ）
- usanchu（2020年1月25日、エアーコントロール）
- 水玉タレントプロモーション来栖うさこ（2020年4月25日、水玉タレントプロモーション）
- 内緒だよ（2020年6月17日、双葉社）
- グラドル自撮り動画集～おうちグラビア！（2020年8月25日、CLASSICA）他出演：岩本和子、加藤圭子、雨宮奈生、釘町みやび、須永ちえり、北見えり、美東澪、ほしのうめ、白葉まり、国友愛佳、大門みやこ、柚月彩那
- もう一つの…（2020年9月25日、エスデジタル）
- うさこ先生は恥ずかしがり屋（2021年1月22日、竹書房）
- 来栖うさこの桃尻団地妻（2021年5月25日、リバプール）[18]
- 見られる悦び（2021年7月30日、スパイスビジュアル）
- うさこの育成日誌（2022年7月29日、エスデジタル）[19][20]
- ミス・ノーパンティ（2022年11月22日、エアーコントロール）

### オリジナルビデオ
- 白衣の天使リーサルエンジェル（2020年6月25日、ZENピクチャーズ）
- 大きい女の子は好きですか?（2020年7月3日、竹書房）